# Winselmoor / Hörnerauniederung
Koordinaten: 53° 52′ 42,2″ N, 9° 40′ 27,2″ O

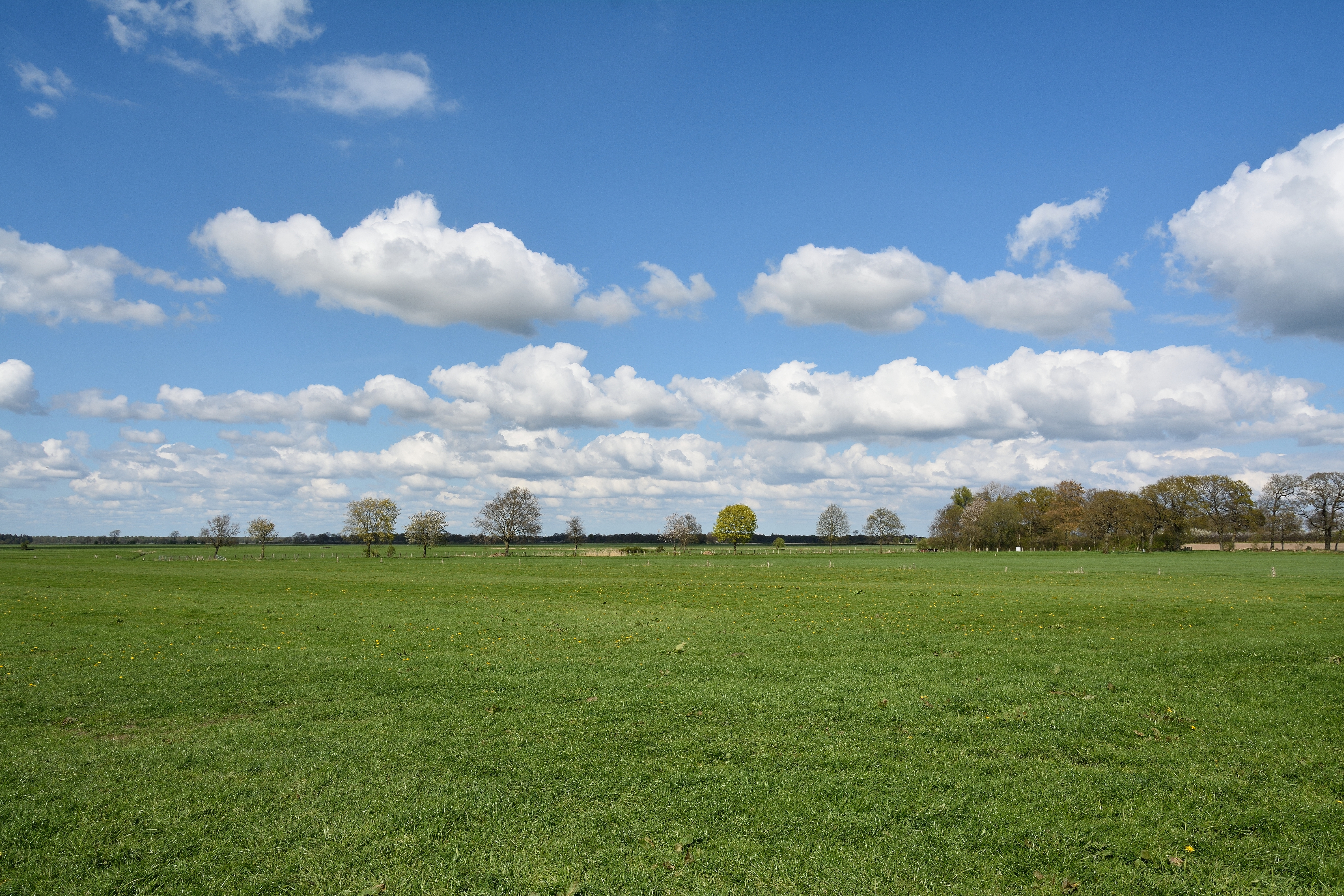
Blick in die Niederung bei Westerhorn

Winselmoor / Hörnerauniederung ist ein Landschaftsschutzgebiet in den Gemeinden Westerhorn und Osterhorn im Kreis Pinneberg in Schleswig-Holstein. Das etwa 739 ha große Gebiet an der Kreisgrenze zum Kreis Steinburg wurde am 5. Dezember 1996 als LSG 01 gemäß § 18 des Landesnaturschutzgesetzes verordnet.
Das Winselmoor und die Hörnerauniederung sind Bestandteile des kreisübergreifenden naturräumlichen Komplexes der Moore und Feuchtgebiete des Breitenburger Moores.

## Beschreibung
Die Hörnerauniederung ist der letzte große unbebaute Landschaftsbereich im Kreis Pinneberg. Das Landschaftsbild der von einer Reihe kleinerer Bäche aus dem Geestbereichen um Bokel, Brande-Hörnerkirchen und Westerhorn durchzogenen Hörnerauniederung ist geprägt von offenen Grünlandbereichen. Die große Feuchtgrünlandniederung wird in Teilen extensiv genutzt. Das Winselmoor grenzt unmittelbar an.
Schutzziele des Landschaftsschutzgebiets sind unter anderem der Erhalt der im Winselmoor verbliebenen Hochmoorreste, Torfmoospolster und regenerationsfähigen Torfstiche, Feucht- und Trockenheidebiotope und die Wiederherstellung naturnaher Zwischen- und Hochmoorstadien. Die Hörnerauniederung soll als hydrologische Schutzzone des Moores zu einem Feuchtgebiet mit seinen charakteristischen Tier- und Pflanzenarten entwickelt beziehungsweise wiederhergestellt werden.
Die Aufeinanderfolge und Verzahnung verschiedener, sich ergänzender Biotopformen macht den Naturraum zu einem Gebiet mit hoher Bedeutung für den Biotop- und allgemeinen Artenschutz. Es bietet einen vielfältigen Lebensraum für Tiere und Pflanzen, darunter bedrohte Amphibien- und Wiesenvogelarten.
In der Hörnerauniederung waren Kiebitz, Bekassine, Wachtelkönig, Brachvögel, Uferschnepfe, Braunkehlchen, Feldlerche, Rohrammer und Wiesenpieper heimisch. Im Winter diente es als Rastplatz für Kranich, Singschwan, Rauhfußbussard, Sumpfohreule und Grauwürger.
Das Landschaftsschutzgebiet hat internationale Bedeutung als Rastplatz der seltenen Zwergschwäne.
Im Moor gibt es Restbestände ehemals typischer Arten wie Waldschnepfe, Moorfrosch, Sonnentau, Glockenheide, Rosmarinheide, Weißes Schnabelried, Bärlapp und Moosbeeren.

## Vorranggebiet für Naturschutz

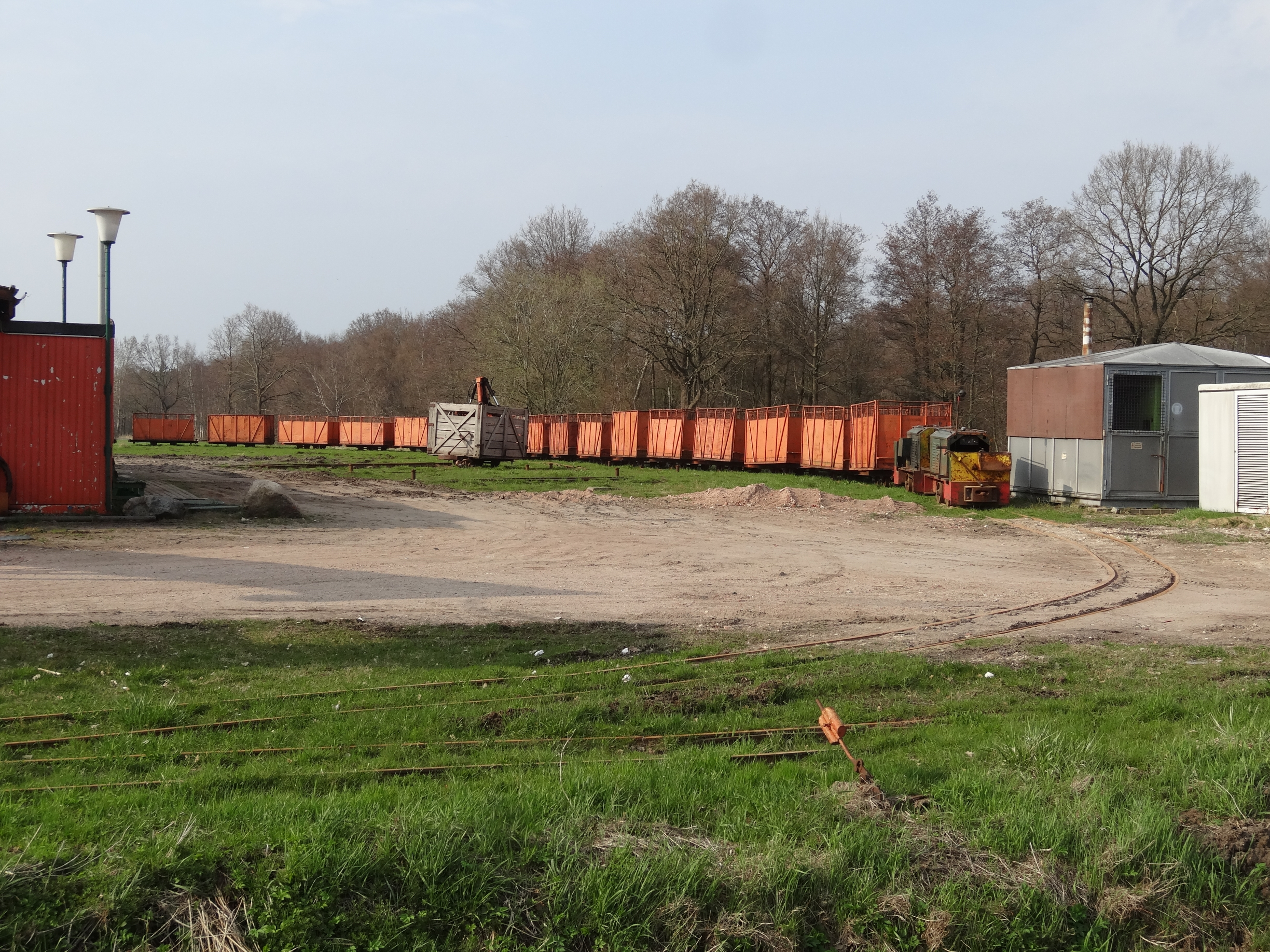
Torfabbau bei Breitenburg

Die Hörnerauniederung ist ein ca. 500 ha großer Teilabschnitt eines großen Vorranggebiets für Naturschutz in den Kreisen Steinburg und Pinneberg. Das Hohenfelder-/Breitenburgermoor, das Winselmoor und das Tütingsmoor sind Moore, welche dem Vorranggebiet angegliedert sind.
Der geplante Bau der Bundesautobahn A20 durch dieses Landschaftsschutzgebiet ist bei Umweltschützern und Anwohnern umstritten.
Der großflächige industrielle Torfabbau wurde bis 2010 eingestellt, zuletzt im Breitenburger Moor. Auf kleineren Teilflächen wird noch Torf abgebaut. Einige Flächen im oder am Rand des Winselmores werden noch intensiv landwirtschaftlich genutzt und dazu künstlich entwässert.